# یواس‌اس اسپرو (اس‌اس‌ان-۶۴۸)
یواس‌اس اسپرو (اس‌اس‌ان-۶۴۸) (به انگلیسی: USS Aspro (SSN-648)) یک زیردریایی بود که طول آن ۲۹۲ فوت (۸۹ متر) بود. این زیردریایی در سال ۱۹۶۷ ساخته شد.